# 矢来町
矢来町（やらいちょう）は、東京都新宿区の町名。「丁目」の設定のない単独町名である。住居表示未実施。

## 地理
新宿区東部で牛込地域の町である。旧町名の名残で牛込の名を冠して牛込矢来町とも呼ばれる。神楽坂上の台地に位置する。北で天神町・赤城下町、北東で赤城元町・神楽坂、東から南にかけて横寺町、南西で北山伏町、西で南榎町、北西で榎町・東榎町と接する。新潮社をはじめとして出版社が多く存在し、編集プロダクションや印刷関連等出版社に関係する企業が多い。落語家の古今亭志ん朝の自宅があったことから、志ん朝の異称として「矢来町（の旦那）」が使われた。

### 地価
住宅地の地価は、2025年（令和7年）1月1日の公示地価によれば、矢来町35番5の地点で106万円/m2となっている。

## 歴史
町の全域となる台地や屋敷跡などが包蔵地（遺跡）として周知されている。
1936年（昭和11年）に社団法人矢来町自治会が発足したときには、大石熊吉、佐藤義亮、真鍋八千代らが評議員を務めていた。

### 地名の由来
若狭小浜藩主・酒井讃岐守忠勝が、1628年（寛永5年）三代将軍家光から牛込に下屋敷を貰い、周囲の土手を竹矢来で囲んでいたためとされる。この酒井邸の竹矢来は江戸名物の1つに数えられていた。

## 交通
町域北部に東京メトロ東西線・神楽坂駅が設置されている。

## 世帯数と人口
2025年（令和7年）3月1日現在（新宿区発表）の世帯数と人口は以下の通りである。
- 世帯数 : 2,510世帯
- 人口 : 4,172人

### 人口の変遷
国勢調査による人口の推移。
| 年                 | 人口  |
| ------------------ | ----- |
| 1995年（平成7年）  | 3,949 |
| 2000年（平成12年） | 3,944 |
| 2005年（平成17年） | 4,176 |
| 2010年（平成22年） | 4,122 |
| 2015年（平成27年） | 4,634 |
| 2020年（令和2年）  | 4,891 |

### 世帯数の変遷
国勢調査による世帯数の推移。
| 年                 | 世帯数 |
| ------------------ | ------ |
| 1995年（平成7年）  | 1,781  |
| 2000年（平成12年） | 1,892  |
| 2005年（平成17年） | 2,124  |
| 2010年（平成22年） | 2,170  |
| 2015年（平成27年） | 2,466  |
| 2020年（令和2年）  | 2,752  |

## 学区
区立小・中学校に通う場合、学区は以下の通りとなる（2018年8月時点）。
- 区域 : 全域
  - 小学校 : 新宿区立市谷小学校
  - 中学校 : 新宿区立牛込第一中学校

## 事業所
2021年（令和3年）現在の経済センサス調査による事業所数と従業員数は以下の通りである。
- 事業所数 : 232事業所
- 従業員数 : 2,234人

### 事業者数の変遷
経済センサスによる事業所数の推移。
| 年                 | 事業者数 |
| ------------------ | -------- |
| 2016年（平成28年） | 211      |
| 2021年（令和3年）  | 232      |

### 従業員数の変遷
経済センサスによる従業員数の推移。
| 年                 | 従業員数 |
| ------------------ | -------- |
| 2016年（平成28年） | 2,093    |
| 2021年（令和3年）  | 2,234    |

## 施設
- 新宿区立牛込第一中学校
- 新潮社本社
- 矢来能楽堂

### 現存しない施設
- 東京都立市ヶ谷商業高等学校 - 2009年廃校。
- 旺文社本社ビル（アディダス ジャパン本社ビル） - 1993年9月竣工の2棟。設計はノーマン・フォスター。旺文社の移転後、1998年2月にアディダス ジャパンが会社設立と同時に入居。2012年12月にアディダスが移転[17]し、2013年2月に取り壊された。

## その他

### 日本郵便
- 郵便番号 : 162-0805[3]（集配局 : 牛込郵便局[18]）。